# Bill Disney
Bill Dale Disney, född 3 april 1932 i Topeka i Kansas, död 22 april 2009, var en amerikansk skridskoåkare.
Disney blev olympisk silvermedaljör på 500 meter vid vinterspelen 1960 i Squaw Valley.